# Новонікольська
Новоні́кольська (рос. Новоникольская) — присілок у складі Куртамиського округу Курганської області, Росія.
Населення — 7 осіб (2010, 65 у 2002).
Національний склад станом на 2002 рік:
- росіяни — 78 %